# ألماك (روسيا)
ألماك ((بالروسية: Алмак)‏) هو محل ريفي (أ سيلو) في منطقة كازبيكوفسكي، جمهورية داغستان، روسيا. كان عدد السكان 1983نسمه اعتبارا من عام 2010. هناك 40 من الشوارع.

## الجغرافيا
تقع ألماك على الضفة اليمنى لنهر أكتاش، على بعد 20 كم من جنوب غرب ديليم (المركز الإداري للمنطقة) عن طريق البر. بورتوناي هي أقرب منطقة ريفية لها.

## الجنسيات
يعيش الأفار هناك.